# Districte de Haguenau-Wissembourg
El Districte de Haguenau-Wissembourg és un dels 5 districtes amb què es divideix el departament francès del Baix Rin, a la regió del Gran Est. Té 5 cantons i 142 municipis. El cap del districte és la sotsprefectura de Haguenau.
Es va crear al 2015 amb la fusió dels antics districtes de Haguenau i Wissembourg.

## Composició

### Cantons
- Bischwiller
- Brumath (en part)
- Haguenau
- Reichshoffen
- Wissembourg

### Municipis
Els municipis del districte de Haguenau-Wissembourg, i el seu codi INSEE, son:
1. Aschbach
2. Auenheim
3. Batzendorf
4. Beinheim
5. Bernolsheim
6. Berstheim
7. Betschdorf
8. Biblisheim
9. Bietlenheim
10. Bilwisheim
11. Bischwiller
12. Bitschhoffen
13. Brumath
14. Buhl
15. Cleebourg
16. Climbach
17. Crœttwiller
18. Dalhunden
19. Dambach
20. Dauendorf
21. Dieffenbach-lès-Wœrth
22. Donnenheim
23. Drachenbronn-Birlenbach
24. Drusenheim
25. Durrenbach
26. Eberbach-Seltz
27. Engwiller
28. Eschbach
29. Forstfeld
30. Forstheim
31. Fort-Louis
32. Frœschwiller
33. Gambsheim
34. Geudertheim
35. Gœrsdorf
36. Gries
37. Gumbrechtshoffen
38. Gundershoffen
39. Gunstett
40. Haguenau
41. Hatten
42. Hegeney
43. Herrlisheim
44. Hochstett
45. Hœrdt
46. Hoffen
47. Hunspach
48. Huttendorf
49. Ingolsheim
50. Kaltenhouse
51. Kauffenheim
52. Keffenach
53. Kesseldorf
54. Kilstett
55. Kindwiller
56. Krautwiller
57. Kriegsheim
58. Kurtzenhouse
59. Kutzenhausen
60. Lampertsloch
61. Langensoultzbach
62. Laubach
63. Lauterbourg
64. Lembach
65. Leutenheim
66. Lobsann
67. Memmelshoffen
68. Merkwiller-Pechelbronn
69. Mertzwiller
70. Mietesheim
71. Mittelschaeffolsheim
72. Mommenheim
73. Morsbronn-les-Bains
74. Morschwiller
75. Mothern
76. Munchhausen
77. Neewiller-près-Lauterbourg
78. Neuhaeusel
79. Niederbronn-les-Bains
80. Niederlauterbach
81. Niedermodern
82. Niederrœdern
83. Niederschaeffolsheim
84. Niedersteinbach
85. Oberbronn
86. Oberdorf-Spachbach
87. Oberhoffen-lès-Wissembourg
88. Oberhoffen-sur-Moder
89. Oberlauterbach
90. Oberrœdern
91. Obersteinbach
92. Offendorf
93. Offwiller
94. Ohlungen
95. Olwisheim
96. Preuschdorf
97. Reichshoffen
98. Retschwiller
99. Riedseltz
100. Rittershoffen
101. Rœschwoog
102. Rohrwiller
103. Roppenheim
104. Rothbach
105. Rott
106. Rottelsheim
107. Rountzenheim
108. Salmbach
109. Schaffhouse-près-Seltz
110. Scheibenhard
111. Schirrhein
112. Schirrhoffen
113. Schleithal
114. Schœnenbourg
115. Schweighouse-sur-Moder
116. Seebach
117. Seltz
118. Sessenheim
119. Siegen
120. Soufflenheim
121. Soultz-sous-Forêts
122. Stattmatten
123. Steinseltz
124. Stundwiller
125. Surbourg
126. Trimbach
127. Uhlwiller
128. Uhrwiller
129. Uttenhoffen
130. Val de Moder
131. Wahlenheim
132. Walbourg
133. Weitbruch
134. Weyersheim
135. Windstein
136. Wingen
137. Wintershouse
138. Wintzenbach
139. Wissembourg
140. Wittersheim
141. Wœrth
142. Zinswiller